# Воеволихан
Воеволихан (Воеволи-Хон) — река в Эвенкийском районе Красноярского края России, правый приток реки Котуй (бассейн Хатанги).
По данным Большой советской энциклопедии длина реки составляет 356 км, в то время как Государственный водный реестр различает реку Воеволихан с длиной 184 км, и её приток Хусмунд, длина которого 172 км. Площадь бассейна — 11 600 км². Воеволихан образуется слиянием рек Хусмунд и Воеволи на плато Сыверма, течёт на север. Приток слева — Котуйкан.